# Chitrakoot
Chitrakoot là một thị xã và là một nagar panchayat của quận Satna thuộc bang Madhya Pradesh, Ấn Độ.

## Nhân khẩu
Theo điều tra dân số năm 2001 của Ấn Độ, Chitrakoot có dân số 22.294 người. Phái nam chiếm 57% tổng số dân và phái nữ chiếm 43%. Chitrakoot có tỷ lệ 50% biết đọc biết viết, thấp hơn tỷ lệ trung bình toàn quốc là 59,5%: tỷ lệ cho phái nam là 63%, và tỷ lệ cho phái nữ là 34%. Tại Chitrakoot, 18% dân số nhỏ hơn 6 tuổi.